# Zosterops vaughani
Zosterops vaughani е вид птица от семейство Zosteropidae.

## Разпространение
Видът е разпространен в Танзания.